# Дъглас Даймънд
Дъглас Уорън Даймънд (на английски: Douglas Warren Diamond) е американски икономист.
Роден е на 25 октомври 1953 година в Чикаго в семейството на психиатър и социална работничка. През 1975 година получава бакалавърска степен по икономика в Университета „Браун“, а през 1980 година защитава докторат в Йейлския университет. От 1979 година преподава в Чикагския университет. Работи главно в областта на финансовите кризи и банковите паники, като е съавтор на известния модел на Даймънд – Дибвиг.
През 2022 година получава Нобелова награда за икономика, заедно с Бен Бернанке и Филип Дибвиг, „за изследвания на банките и финансовите кризи“.